# Ухань Трі Таунс
Футбольний клуб «Ухань Трі Таунс» (кит.: 武汉三镇足球俱乐部) — професіональний китайський футбольний клуб, який виступає в китайській Суперлізі за ліцензією Китайської футбольної асоціації (КФА). Команда базується в місті Ухань, провінція Хубей, домашній стадіон — культурно-спортивний центр Ханкоу, який вміщує 20 000 глядачів.

## Хронологія назв
- 2013–2018 Ухань Шанвен (кит.: 武汉尚文)
- 2019– Ухань Трі Таунс (кит.: 武汉三镇)

## Досягнення
- Китайська Суперліга:
  -  Чемпіон (1) 2022
- Суперкубок Китаю:
  -  Володар (1) 2023